# Перьевые знаки индейцев

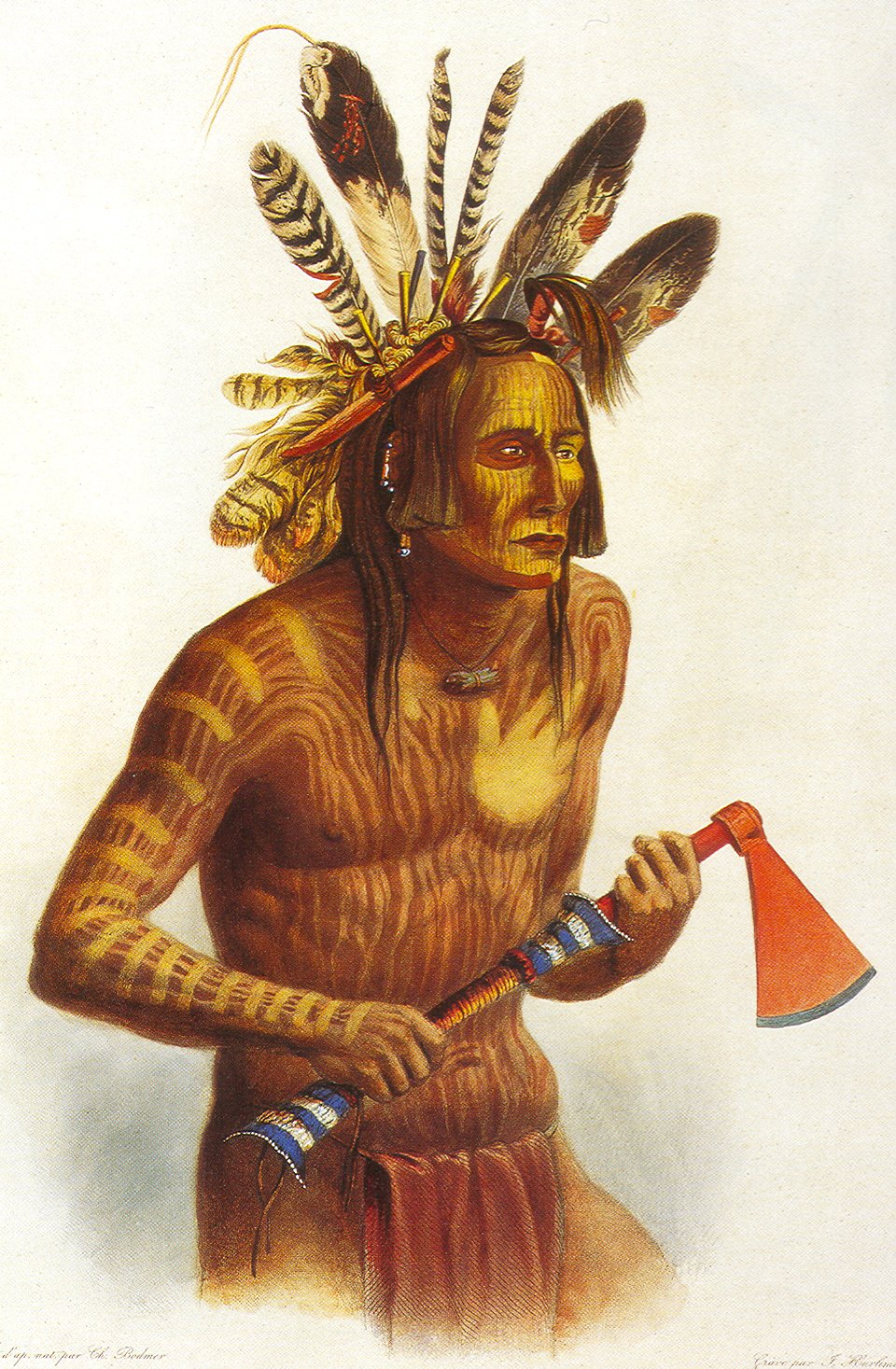
Перьевые знаки. Вождь манданов Мато-Топ. Карл Бодмер

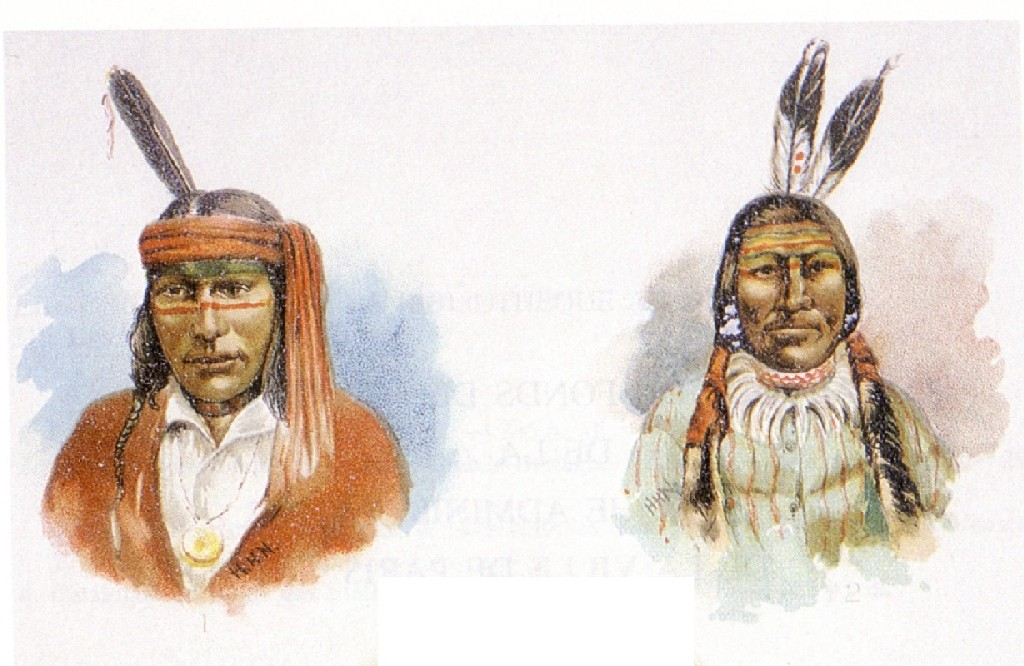
Перьевые знаки оджибве, 1885 г.

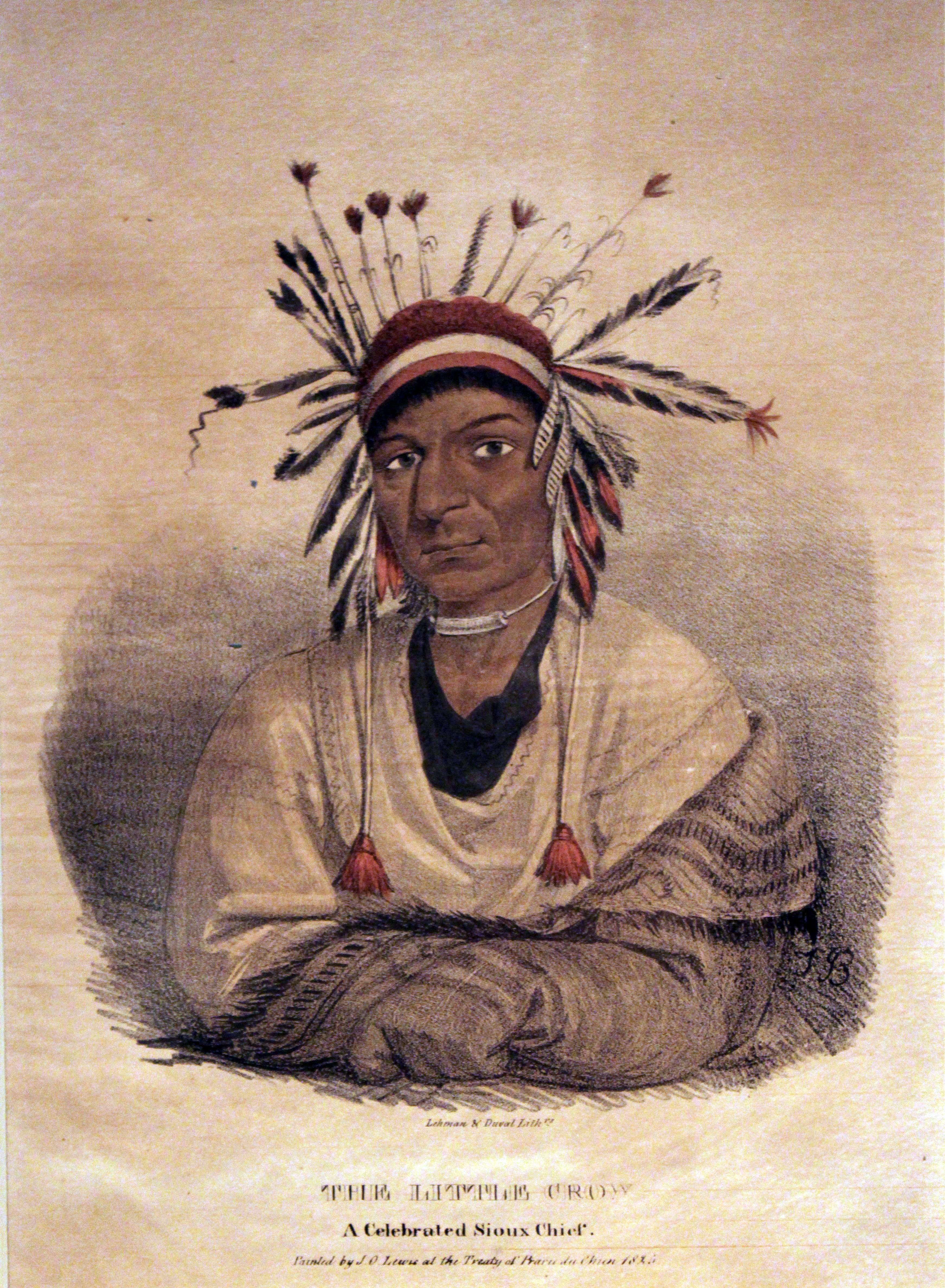
Возможно, условное изображение перьевых знаков. Маленькая Ворона, знаменитый вождь сиу, 1825 г. Джеймс Отто Льюис

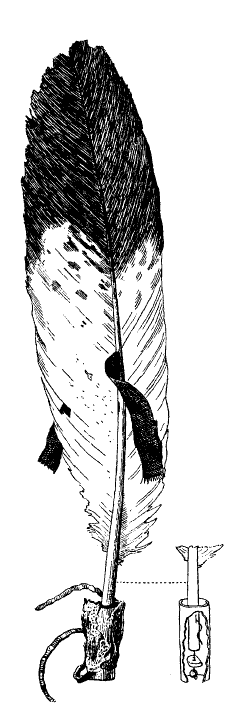
Перо c головного убора оджибве

Перьевые знаки — особая система воинских обозначений с помощью перьев, существовавшая среди племён североамериканских индейцев Великих равнин. Количеством перьев, а также их подрезкой, расщеплением или нанесением меток обозначали функцию носителя в прошедшей военной компании, ранения, а также его смелые поступки или подвиги, которые стало принято называть европейским словом «удар»  — ку (фр. , англ. coup [ku:]). Комбинации таких значков носились не дольше, чем до новой военной стычки. Причём в разных племенах были свои обозначения, которые, возможно, и изменялись со временем.
Кроме того, индейцы Северной Америки имели менее стандартизированные, но имеющие своё символическое и мистическое объяснение виды украшений из перьев, прикрепляемых к голове или одежде. По ним, например, можно было узнать вождя или шамана. Также существовали разные способы закрепления на голове перьев тех или иных видов птиц как знаков племенного отличия, личной магии или просто украшений. К перьевой символике естественным образом примыкает символика головных уборов, которые часто тоже имели свою градацию, отличающуюся в разных племенах. Перьевая символика дополнялась символикой других предметов убранства воинов, а также раскраски тела. Это также относится и орнаментам, рисункам и различным деталям на одежде.  

## Разновидности украшений и способы ношения перьев
Распространённый способ закрепления пера не требует никакой головной повязки и он позволяет перу свободно отклоняться, что необходимо при проходе через заросли. Это достигается тем, что перо втыкается в маленькую косичку — скальповую прядь на затылке. Направленное вниз перо привязывается. Если косичка свёрнута в пучок, то перо втыкается в него. Удержание перьев повязкой также практиковалось. Для различных церемоний и танцев были предусмотрены свои украшения, в том числе и перьевые. При этом они могли, например удерживаться на кожаном ремешке или в нужном количестве привязываться к палочке, которую затем втыкали в волосы. При этом перья подвергались необходимым изменениям: подрезке, окрашиванию, расщеплению, пушению.
Перья использовались и как знаки племенного отличия. Например, вертикальное орлиное перо на затылке было особенно характерно для сиу, хотя могло носится и многими другими. Более специфичное украшение было у кроу — «рожки» из лишённых бородки или пушистых перьев, которые часто дополняли сверху банты кроу — их типичные височные украшения. Не относящиеся к племенной символике или обрядовой практике перьевые украшения также могли быть очень разнообразными. К таким можно отнести, например, крепящиеся на затылке круг, полукруг или гребень из орлиных перьев, а также пару крыльев или целое чучело птицы на голове. Хотя последнее могло относится и к личной магии владельца.

## Скальповый диск
В племенах равнин часто применяли разнообразные головные украшения, которые крепились на макушке. Они или просто привязывались к волосам и свешивались сзади, или крепились к специальному кружку из кости или из жёсткой сыромятной кожи. Вместо кружка мог быть обмотанный иглами дикобраза ажурный круг с перекрестием или любая плоская фигурка, в виде креста — утренней звезды, птицы и т. п. На этом кружке или фигурке крепились стоя или свободно перья, а также различные подвески с перьями, бусами, бубенчиками, ружейными гильзами.   
Подобный головной убор может представлять собой пучок с бо́льшим или меньшим количеством перьев среднего размера, крепившийся к кружку. Перья были целыми или подрезанными. В таком уборе кружок удерживался на голове с помощью завязки под подбородком. Перья при этом или свободно лежат, или даже образуют шар. Внешне такой убор похож на другой — шапочку, обшитую перьями. Подобные уборы часто носили равнинные кри. Они были известны также у арапахо и сиу, например, их использовали медсин мэны. В калифорнийских племенах и у хопи их применяли как церемониальные. В Калифорнии вместо перьев могли использоваться ободранные с перьев бородки.